# Czeta
Czeta (bułg., serb. i mac. чета) – w okresie panowania osmańskiego oddział uzbrojonych powstańców na Bałkanach, liczący zwykle około stu ludzi. Czety były podstawową powstańczą jednostką wojskową w czasie powstania kwietniowego 1876. W latach międzywojennych nazywano tak oddziały partyzanckie w Macedonii i Bułgarii. Od słowa czeta wywodzi się też określenie Czetnicy.
W Macedonii termin ten oznacza kompanię wojska.